# Cindy Sherman
Cindy Sherman (Glen Ridge (New Jersey), 19 januari 1954) is een Amerikaans kunstenares. Zij groeide op in Long Island (New York).
Aanvankelijk studeerde ze schilderkunst aan de University at Buffalo. Al gauw hield ze de schilderkunst voor bekeken en legde zich toe op de fotografie. Met medestudenten richtte ze Hallwalls op, een onafhankelijke tentoonstellingsplek in New York.

## Werk
Cindy Sherman vormt zelf het hoofdonderwerp van haar kunst: ze is tegelijkertijd fotograaf en model. Toch noemt ze haar foto’s nooit zelfportretten. Sherman gaat juist haar eigen identiteit uit de weg door zichzelf keer op keer in een volstrekt andere gedaante te fotograferen, als in een film-still. Ze onderzoekt de veranderende verschijningsvormen en speelt ermee. Shermans bedoelingen zijn tweeërlei. Aan de ene kant hekelt ze de willekeur van het clichébeeld waaraan de vrouw dient te voldoen. Aan de andere kant wil ze aantonen dat wij allemaal een rol spelen en dat onze gezichten slechts façades zijn waarbij een authentiek karakter ontbreekt. Passend gekleed en met de juiste make-up voegt zij zich even gemakkelijk in de rol van de mythische Marilyn Monroe als in die van het tuttige secretaresse-type of de verveelde huisvrouw.
Rond 1990 begon Sherman haar repertoire uit te breiden met legendarische vrouwen- en mannenfiguren uit de klassieke schilderkunst (Rafaël, La Tour, Caravaggio, Rembrandt, Ingres). Sindsdien lijkt ze meer naar het theatrale te streven.

## Tentoonstellingen (selectie) en eerbetoon
- Cindy Sherman van 26 february t/m 11 juni 2012 in het Museum of Modern Art in New York[1] Deze tentoonstelling was daarna ook te zien in het San Francisco Museum of Modern Art in San Francisco en het Walker Art Center in Minneapolis.[2]
- in 1999 werden de Hasselblad Award en de Goslarer Kaiserring aan haar toegekend.